# 一个中华
一个中华（One Zhonghua）是前中华民国副总统、民进党籍政治人物吕秀莲推广的概念，用以取代“一个中国”概念。

## 基本概念
“一个中华”概念有别于中华民国的“一个中国”概念，也有别于中华人民共和国的“一个中国”原则。吕秀莲认为，应该用“两岸融合”取代“两岸统一”，并呼吁北京采取“一个中华”的概念，而不是“一个中国”。吕秀莲建议，两岸可以朝着组建“中华邦联”（Zhonghua Confederation）的方向发展，建立邦联，从而拥有紧密的政治和经济联系，类似于欧洲联盟、东南亚国家联盟和拉美及加勒比国家共同体等区域邦联。
乔治华盛顿大学教授的沈大伟也曾向布什总统建言推动两岸对邦联制的对话，以期稳定亚太局势。老布什总统的国家安全顾问史考克罗（B. Scrowcraft）在一场没有书面讲稿的演讲中，也说中国的统一僅有採用邦联制可行。

## 各方评论
民进党副秘书长、新境界文教基金会董事林飞帆说：“吕秀莲的（一个中华）提议实际上已经非常过时了”。
中华人民共和国国务院台办发言人张铭清认为，吕秀莲所谓“以‘一个中华’取代‘一个中国’”的提法，实质上是以“一个民族、两个华人国家”对抗一个中国原则，是顽固坚持“台独”分裂立场的表现。